# Città immediata imperiale di Trieste
Con città immediata imperiale di Trieste e dintorni (in lingua tedesca Reichsunmittelbare Stadt Triest und ihr Gebiet) si intende la città di Trieste come parte del Sacro Romano Impero (1382-1806), dell'Impero austriaco (1814-1867) e dell'Impero austro-ungarico (1867-1918).
Nell'articolata e diversificata struttura interna dell'impero, la città costituiva un land autonomo all'interno del Kronland (Terra della Corona) del Küstenland (Litorale austriaco), la regione che comprendeva anche Gorizia e l'Istria. In virtù delle sue specificità storiche, linguistiche e territoriali, la città godette di un proprio Landtag, il consiglio provinciale chiamato Dieta di Trieste. Trieste era suddivisa al suo interno in sei distretti urbani e due esterni, quello dei Sobborghi di Trieste e quello dell'Altipiano di Trieste. Secondo il censimento del 1900, la città era popolata da 178.599 abitanti, di cui 134.143 nei sei distretti urbani e la maggioranza della cittadinanza era di lingua italiana.
Con la fine della prima guerra mondiale il territorio fu dapprima occupato dalle truppe italiane nel novembre del 1918, poi annesso all'Italia nel 1921 in applicazione del Trattato di Rapallo. Durante la breve parentesi liberale la città mantenne il suo particolare ordinamento, ma l'avvento del fascismo nel 1922 ne comportò l'immediata soppressione con la creazione della Provincia di Trieste. 

## Città
La città immediata imperiale di Trieste (Tedesco: Reichsunmittelbare Stadt Triest), fu un territorio costituente del Sacro Romano Impero, poi dell'Impero austriaco ed infine dell'Impero austro-ungarico.
Nel 1719 Trieste venne dichiarata porto franco da Carlo VI d'Asburgo e conobbe poi un forte sviluppo con la costruzione della ferrovia dell'Austria meridionale che rese il porto sede di alcuni tra i maggiori scambi transnazionali.
L'amministrazione della città e dell'economia locale fu sempre dominata dalla componente cittadina italiana a tal punto che la lingua italiana divenne quella ufficialmente utilizzata nell'amministrazione e nella giurisdizione. Sul finire del XIX secolo e l'inizio del XX, Trieste divenne attrattiva importante per una forte ondata di immigrazione che attrasse molti lavoratori dalle aree friulane e altri di lingua slovena.

## Storia

### Sfondo storico
Dopo il crollo dell'Impero Romano d'Occidente nel 476, Trieste fu un avamposto militare bizantino. Nel 567 la città venne distrutta dai Longobardi nel corso della loro invasione dell'Italia settentrionale. Nel 788 la città divenne parte del Regno dei Franchi sotto l'autorità del locale vescovo-conte. Dal 1081 la città passò sotto il dominio del Patriarcato di Aquileia sviluppandosi in un comune autonomo dalla fine del XII secolo.
Dopo due secoli di guerre contro le potenze vicine (la Repubblica di Venezia occupò Trieste per un breve periodo tra il 1369 ed il 1372), il Consiglio cittadino chiese con una petizione al duca Leopoldo III d'Asburgo di divenire parte dei suoi domini, consolidando così il Litorale austriaco. L'accordo per la cessione venne siglato nell'ottobre del 1382 nella chiesa di San Bartolomeo nella città di Šiška (Sisciam), oggi nel distretto di Lubiana.

### Trieste nel Sacro Romano Impero

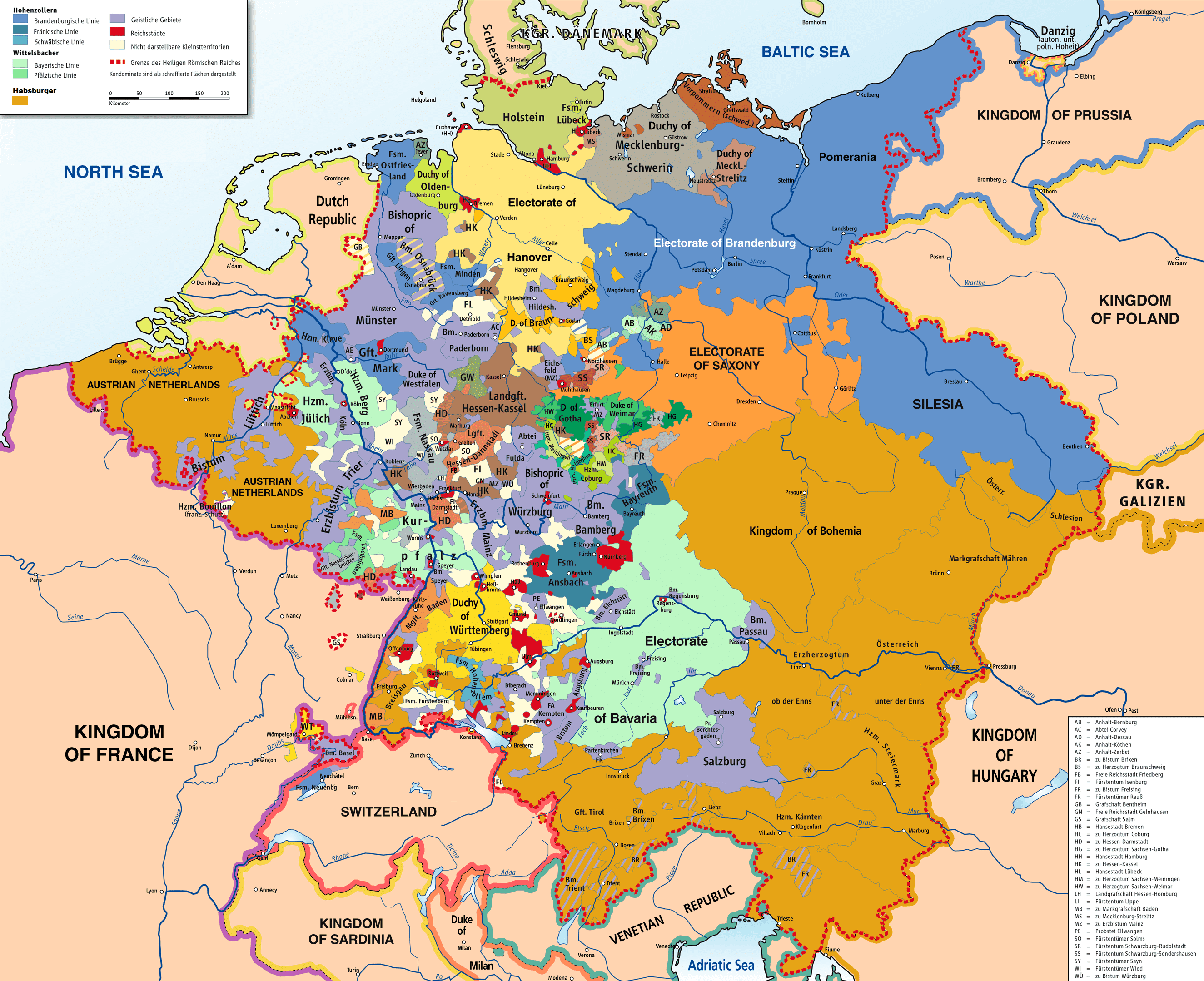
Il Sacro Romano Impero nel 1789, alla vigilia della rivoluzione francese.

Dopo il tentativo di invasione di Venezia da parte degli Asburgo quale preludio della Guerra della Lega di Cambrai, i veneziani occuparono Trieste nuovamente nel 1508 e secondo i termini di pace siglati in seguito venne loro permesso di mantenere il controllo sulla città. L'impero asburgico recuperò però Trieste l'anno dopo, quando il conflitto riprese. Con l'acquisizione del territorio di Trieste, la Carniola e la Marca Giuliana cessarono di essere l'avamposto imperiale al confine con l'Italia per dividerla dai popoli del bacino del Danubio, divenendo una regione di contatto tra i domini austriaci e quelli marittimi della Serenissima, la cui politica estera e commerciale era essenzialmente basata sul controllo dell'Adriatico. La rivalità austro-veneziana sull'Adriatico compromise gli sforzi di entrambi gli stati per respingere l'espansione dell'Impero ottomano nei Balcani.
All'epoca dell'annessione ai domini degli Asburgo, Trieste aveva un patriziato, un proprio vescovo col suo capitolo cattedrale, due capitoli municipali per un totale di 200 consiglieri, forze armate ed un sistema di educazione superiore. All'inizio del Novecento, l'irredentismo italiano così ci descrive la città nel periodo medievale attraverso le parole del duca Litta Visconti Arese:
Trieste divenne un importante porto ed un centro nevralgico per il commercio dell'area. Nel giugno del 1717, la città venne dichiarata porto franco nell'Impero degli Asburgo per opera di Carlo VI d'Asburgo (r. 1711–40), atto poi corredato da una visita dello stesso sovrano in città il 10 settembre 1718, e tale condizione rimase sino al 1º luglio 1891, quando lo stesso privilegio venne concesso anche alla città di Fiume). Dal giugno del 1734, Carlo VI iniziò ad assemblare a Trieste il grosso della marina austriaca. Fu durante il regno del successore di Carlo VI, Maria Teresa (r. 1740–65) che iniziò l'età d'oro della città con l'ordine di smantellare le antiche mura della città 1749, in modo da consentire l'espansione della città.

### La Rivoluzione francese e la parentesi napoleonica

Mappa dell'Italia nel 1810, con in blu l'Impero francese e le Province Illiriche.

Trieste venne occupata dalle truppe francesi tre volte durante le guerre napoleoniche: nel 1797, nel 1805 e nel 1809.
Tra il 1809 ed il 1813 la città venne annessa alle Province Illiriche, un governatorato dell'Impero francese, interrompendo dunque il suo status di porto franco e causando la perdita dell'autonomia storica della città; l'autonomia municipale non venne restaurata sino al ritorno della città nell'Impero austriaco nel 1813. Per i francesi, le Province illiriche costituivano una frontiera militare di base contro gli austriaci e contro i turchi.
Quando Napoleone Bonaparte occupò la Repubblica di Venezia nel 1797, egli trovò l'Istria popolata essenzialmente da italiani lungo le coste e nelle città principali dell'area, mentre all'interno essa era popolata soprattutto da croati e sloveni; questa doppia etnicità nella medesima regione creò un chiaro antagonismo tra slavi ed italiani per la supremazia nell'Istria ed il primo nazionalismo iniziò a farsi sentire già subito dopo la caduta di Napoleone. La restaurazione dell'Istria all'Impero austriaco venne confermata dal Congresso di Vienna, ma iniziò contestualmente a svilupparsi una faida nazionalistica tra slavi e italiani.

### Trieste nell'Impero austriaco e nell'Impero austro-ungarico

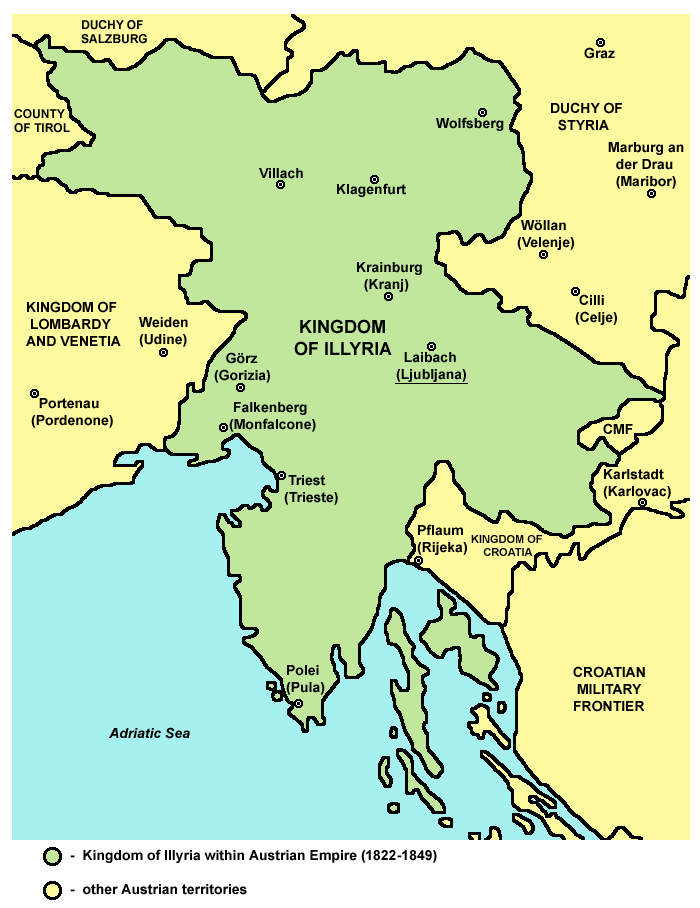
Il regno austriaco dell'Illiria (1822–49, in verde) con l'Impero austriaco (giallo)

Trieste continuò a prosperare come città immediata imperiale, statuto che le garantiva una grande libertà economica, ma ne limitava l'autogoverno politico. Il ruolo mercantile della città e la sua importanza a livello commerciale vennero enfatizzati ancora di più dalla costituzione del Lloyd Triestino nel 1836, il cui quartier generale era posto all'angolo tra Piazza Grande ed il quartiere Sanità. Nel 1913, il Lloyd Triestino disponeva di una flotta di 62 navi ed un carico di 236.000 tonnellate Con l'introduzione del costituzionalismo nell'Impero austriaco nel 1860, l'autonomia della città venne ripristinata e Trieste divenne capoluogo del Litorale austriaco.
Nell'ultima parte del XIX secolo, papa Leone XIII rivolse la sua attenzione a Trieste per quello che egli considerava il clima generale anticattolico dell'Italia a seguito della Presa di Roma e la fondazione del neonato Regno d'Italia. Ad ogni modo, il monarca austriaco Francesco Giuseppe rigettò quest'idea.
La moderna Marina austro-ungarica per un certo periodo utilizzò Trieste come porto per la costruzione di navi e come base generale di ancoraggio, ma ben presto la principale base navale imperiale fu spostata a Pola. L'acquisizione austriaca del Regno Lombardo-Veneto (1815–66) poneva finalmente Trieste come una zona di contatto diretto con le zone di proprietà austriaca anche in Italia, incoraggiando la costruzione della prima grande ferrovia dell'Impero, la Vienna-Trieste (Südbahn), che venne completata nel 1857 per la fornitura soprattutto di carbone alla capitale austriaca e per il commercio dell'area. L'importanza di Trieste come centro di commercio portò in quegli anni alla costruzione del Porto Nuovo per un costo di 29 milioni di corone austriache da ripartirsi in 15 anni di lavori (1868–83): altri 10 milioni di corone vennero in seguito investiti per un'ulteriore espansione del porto. Questi investimenti portarono in breve tempo ad una rapida espansione del commercio triestino che portò ogni anno circa 6 milioni di tonnellate d'oro di guadagno per il porto locale. Anche dopo l'acquisizione del porto da parte dell'Italia, Trieste continuò ad essere uno dei principali centri di scambi commerciali per l'Europa centrale e sud-orientale, soprattutto di caffè, zucchero, frutti tropicali, vini, olio, cotone, ferro, legno e macchinari industriali.
All'inizio del XX secolo, Trieste era divenuta un'affollata città cosmopolita frequentata da artisti e filosofi come James Joyce, Italo Svevo, Sigmund Freud, Dragotin Kette, Ivan Cankar, Scipio Slataper e Umberto Saba. La città era il maggior porto dell'impero, al punto che ancora oggi lo stile architettonico viennese e gli esclusivi caffè dominano il paesaggio delle strade triestine.

### La fine della Trieste austriaca

Il Narodni dom, la sala di riunione degli sloveni a Trieste, incendiata da uno squadrone di fascisti nel 1920

Assieme a Trento, Trieste fu il centro principale dell'irredentismo italiano, che si proponeva appunto di annettere quelle terre all'Italia dal momento che essere erano perlopiù abitate da italiani. Molti italiani locali si iscrissero volontari nel Regio Esercito Italiano (come ad esempio lo scrittore Scipio Slataper).
Verso la fine della prima guerra mondiale, l'Impero austro-ungarico venne a dissolversi e molte regioni di quest'area che erano incluse nel Litorale austriaco vennero disputate tra gli stati successori. Il 3 novembre 1918, l'Armistizio di Villa Giusti pose fine alle ostilità tra Italia ed Austria-Ungheria. Trieste, con l'Istria e Gorizia vennero occupate dall'esercito italiano, ma le contemporanee mire sulla città da parte del neonato Regno dei Serbi, Croati e Sloveni crearono una lunga disputa diplomatica. Trieste rimase ancora un territorio formalmente austriaco amministrato militarmente dall'Italia. Il Trattato di Saint-Germain del 1919 assegnò di fatto il territorio all'Italia che poi l'ottenne definitivamente grazie al Trattato di Rapallo del 1920. Se il governo liberale dell'Italia riportò Trieste alla sua antica autonomia, la città continuò ad utilizzare molte delle istituzioni create all'epoca austriaca. Trieste fu teatro dell'insofferenza fascista che altrove si scagliava contro socialisti e cristiano-democratici, mentre qui era rivolta anche contro gli sloveni, che costituivano una minoranza etnica (circa il 25% della popolazione totale del territorio comunale) che minacciava di riportare in discussione le sorti della città. Il periodo di violente persecuzioni a danno degli sloveni ebbe inizio con i disordini del 13 aprile 1920, culminati nella vendetta italiana per gli incidenti di Spalato. Molti negozi e strutture di proprietà di sloveni vennero distrutti sino a quando un gruppo di fascisti guidati da Francesco Giunta non assalì e diede alle fiamme il Narodni dom, il palazzo simbolo della comunità slovena a Trieste.
La fine dell'autonomia di Trieste fu la conseguenza della Marcia su Roma del 1922. Immediatamente dopo la loro ascesa al potere, i fascisti abolirono le strutture amministrative austriache della marca giuliana e fondarono la nuova Provincia di Trieste uniformandola a quelle già presenti in Italia, della quale Trieste fu capoluogo, e la Provincia di Pola di cui appunto Pola divenne capoluogo, mentre il restante territorio passò alla Provincia di Udine.

## Governanti

### Governatori
- 1381 - 1382 Simon von Pramperg
- 1382 - 1383 Nicolo Colalto
- 1383 - 1385 Ugo von Duino

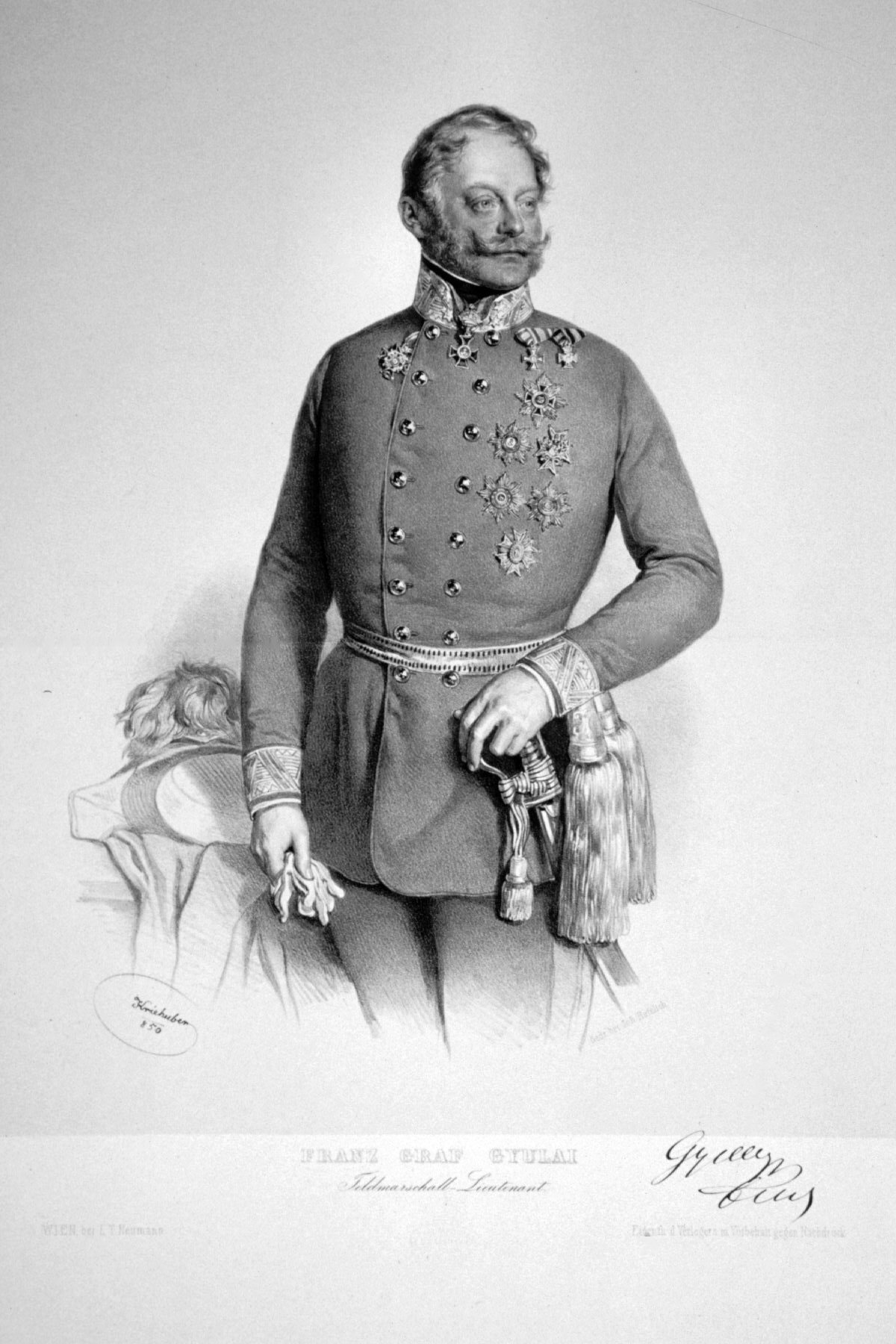
Il feldmaresciallo Gyulai fu governatore di Trieste durante il tormentato periodo delle rivoluzioni del 1848

- 1385 - 1395 Popolin von Wuertenstang
- 1395 - 1409 Rudolf von Walsee
- 1409 - 1411 Jakob Trab
- 1411 - 1420 Conrad von Leisch
- 1420 - 1429 Pancraz Burggraf von Lienz
- 1429 - 1435 Johann Welsegger
- 1435 - 1437 Johann Bluscher
- 1437 - 1453 Franz von Strassoldo
- 1453 - 1466 Kaspar von Lamberg
- 1466 - 1468 Albrecht Dyer
- 1468 - 1469 Niklas Lueger
- 1469 - 1473 Georg Tschernembl
- 1473 - 1483 Nikolaus Rauber
- 1483 - 1486 Kaspar Rauber
- 1486 - 1490 Balthasar Dyer
- 1490 - 1498 Simon von Ungerspach
- 1498 - 1506 Erasmo Brasca
- 1506 - 1509 Georg Moscovich

1509 Francesco Capello (occupazione veneta)
- 1509 - 1533 Nikolaus Rauber
- 1533 - 1536 Bartolomeo Rizonio
- 1536 - 1537 Nikolaus Rauber
- 1537 - 1546 Leonardo Nogarola
- 1546 - 1558 Hans von Hoyos
- 1558 - 1569 Anton von Thurn
- 1569 - 1582 Christoph Siegmund Römer von Maretsch
- 1582 - 1590 Veit von Dornberg
- 1590 - 1610 Giorgio Nogarola
- 1610 - 1618 Ascanio Valmerana
- 1618 - 1630 Franz von Thurn
- 1630 - 1636 barone Benvenuto Petazzi von Schwarzenegg
- 1636 - 1637 Giorgio Barbo
- 1637 - 1652 Georg von Herberstein
- 1652 - 1659 Franz Kaspar von Brenner
- 1659 - 1664 Nicolo Petazzi
- 1664 - 1666 Johann Jakob von Raunach
- 1666 Karl von Thurn
- 1666 - 1673 conte Johann Vincenz Coronini
- 1673 - 1698 conte Johann Philipp von Cobenzl
- 1698 - 1707 Veit von Strassoldo
- 1707 - 1723 conte Marzio von Strassoldo
- 1724? - 1727? barone Andreas de Fin
- 1727? - 1739 ....
- 1739 - 1740 conte Wolf Sigmund von Wallenberggraf
- 1740 - ? ...
- 174? - 1749 barone Franz von Wiesenhütten
- 1749 - c.1768 conte Nikolaus von Hamilton
- c.1768 - 1773 conte Heinrich von Auersperg (1721 - 1773)
- 1774 - 1776 conte Franz Adam Lamberg
- 1776 Franz Xaver von Königsbrunn
- 1776 - 1781 Karl Johann von Zinzendorf und Pottendorf (1739 - 1813)
- 1781 - 1797 conte Pompeo von Brigido und Bresowitz (b. 1729 - d. 1811)

1797 Jean-Baptiste Bernadotte (1763 - 1844) (occupazione francese)
- 1797 - 1801 conte Raimund von Thurn (commissario plenipotenziario per Istria, Dalmatia e Albania)
- 1801 - 1804 Francesco Maria di Carnea Steffaneo (commissario plenipotenziario per Istria, Dalmatia e Albania)
- 1804 - 1808 conte Sigismund von Lovacz
  - Marzo 1804 - 3 aprile 1804 Franz Philipp von Roth (agente per il governatore)
- Aprile 1804 - giugno 1804 Alexander Nemeth, 1ª volta
- 1804 - 1805 conte Giuseppe Castiglioni (capitano provinciale)
- 1808 - 1809 Peter Goess
- 9 aprile - 16 maggio 1809 Alexander Nemeth, 2ª volta
- 9 aprile - 16 maggio 1809 Anton Freiherr von Zach (governatore militare)

1809-1814 Occupazione francese
- 1814 - 1815 Paul von Lederer
- 1815 - 1815 barone Bernhard von Rossetti
- 1815 - 1817 Anton von Spiegelfeld (1ª volta)
- 1817 - 1819 conte Karol Chotek von Cholkowa
- 1819 - 1823 Anton von Spiegelfeld (2ª volta)
- 1823 - 1835 principe Alfons Gabriel von Porcia
- 1835 - 1841 barone Josef von Weingarten
- 1841 - 1847 barone Franz Stadion von Warthausen
- 1847 - 1º novembre 1848 conte Robert von Salm-Reifferscheidt-Raitz
- 1848 - 1848 Ferencz Gyulai von Marós-Németh und Nadaska
- 1848 - 1850 barone Johann von Grimschitz
- 1850 - 1854 conte Franz von Wimpen
- 1854 - 1859 barone Karl von Mertens

### Luogotenenti (Statthalter)

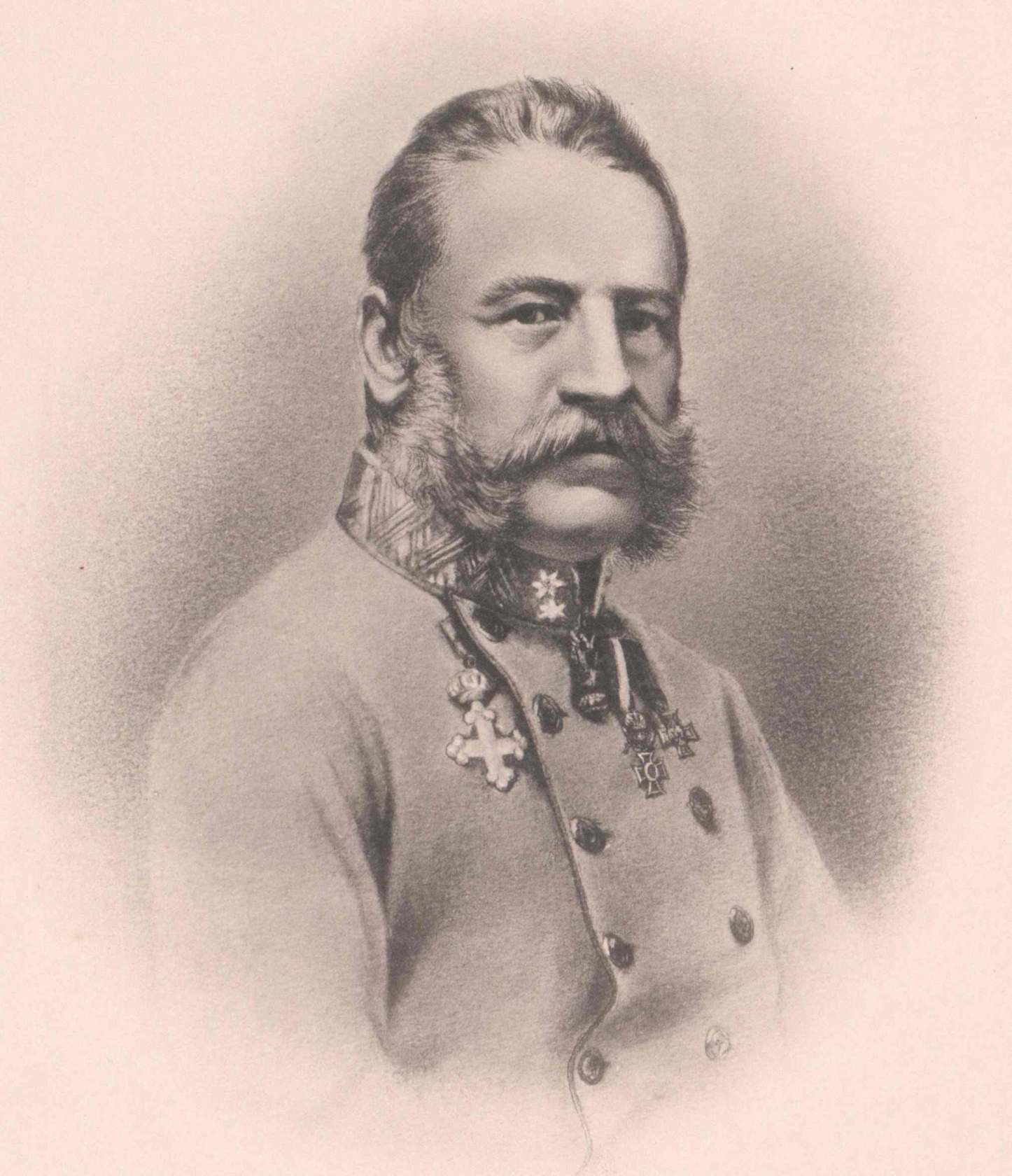
Karl Möring, Statthalter di Trieste dal 1868 al 1870

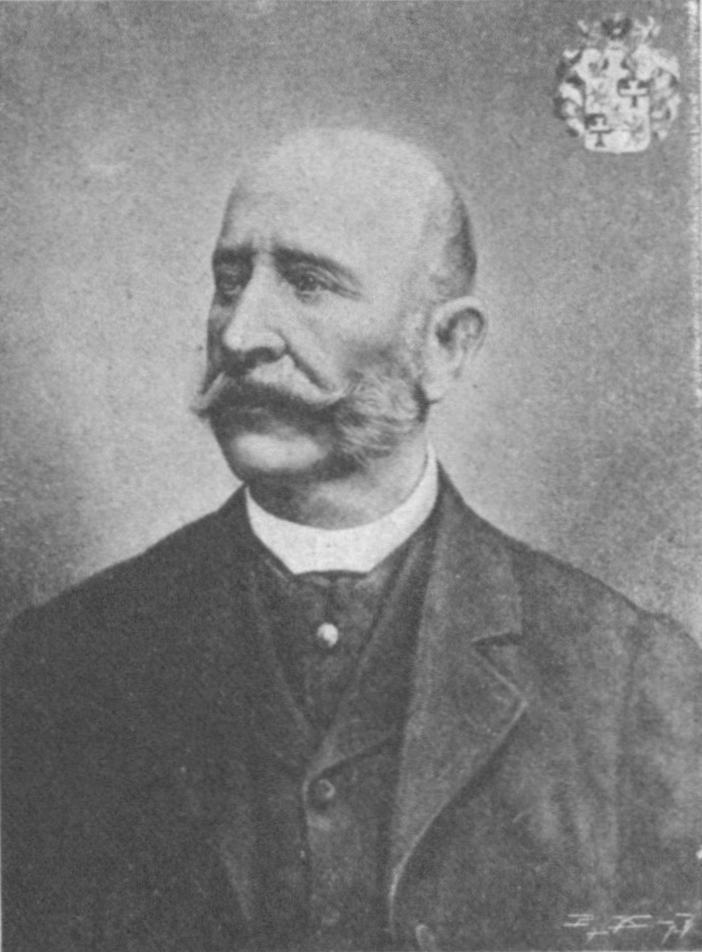
Il luogotenente del Litorale, barone Luigi Ceschi a Santa Croce, (Statthalter) a Trieste dal 1872 al 1874

- 1859 - 1862 barone Friedrich Moritz von Burger
- 1862 - 1867 barone Ernst von Kollersperg
- 1867 - 1868 barone Eduard von Bach
- 1868 - 26 dicembre 1870 Karl Möring
- 1871 - 12 gennaio 1872 barone Sisinio de Pretis Cagnodo (1ª volta)
- 1872 - 1874 barone Luigi de Ceschi a Santa Croce
- 1874 - 12 agosto 1879 barone Felix Pino von Freidenthal
- 12 agosto 1879 - 1890 barone Sisinio de Pretis Cagnodo (2ª volta)
- 1890 - 1897 cavaliere Teodoro de Rinaldini
- 1897 - 1904 conte Leopold von Goess
- 1904 - 1915 principe Konrad zu Hohenlohe-Schillingsfürst
- 1915 - 09 Nov 1918 barone Alfred von Freis-Skene

### Capitani provinciali (Landeshauptmann)
- 1848 - 6 aprile 1861 barone Friedrich von und zu Grimschitz
- 6 aprile - settembre 1861 Marchese Gian Paolo Polesini
- 25 settembre 1861 - 16 aprile 1868 Marchese Francesco Polesini
- 16 aprile 1868 - 23 gennaio 1889 Francesco Vidulich
- 23 gennaio 1889 - 24 ottobre 1903 Matteo Campitelli
- 24 ottobre 1903 - 9 novembre 1918 Lodovico Rizzi

### Sindaci
- 17 ottobre 1850 - 1861 Muzio de Tommasini
- 1861 - 1865 Stefano Conti
- 1865 - 1869 Carlo Porenta
- 1869 - 12 maggio 1879 Massimiliano D'Angeli
- 12 maggio 1879 - 1891 Ricardo Bazzoni
- 1891 - 1897 Ferdinando Pitteri
- 1897 - 1900 Alfonso Dompieri
- 1900 - 1909 cavaliere Luigi Sandrinelli
- 1909 - 10 settembre 1919 Alfonso Valerio